# Bothremydidae
Bothremydidae  — родина вимерлих черепах підряду Бокошиї черепахи. Включала 2 підродини, 24 роди, 34 види.

## Опис
Загальна довжина представників цієї родини коливалася від 40 см до 5 м. Переважно це були великі та потужні плазуни. Голова велика й широка. Панцир був дуже міцний, карапакс більший за пластрон.

## Спосіб життя
Мешкали у прісноводних водоймах. Зустрічалися як у воді, так й на суходолі. :bdbkbcm безхребетними, земноводними, плазунами, птахами, ссавцями.

## Розповсюдження
Мешкали на території сучасних Центральної, Південної Америки, Європи та у центральній й південній Африці.

## Підродини та роди
- Bothremydinae
  - Araiochelys
  - Bothremys
  - Chedighaii
  - Khargachelys
  - Phosphatochelys
  - Pleurochayah
  - Polysternon
  - Puentemys
  - Rosasia
  - Zolhafah
  - Elochelys
  - Foxemys
  - Arenila
  - Azabbaremys
  - Rhothonemys
  - Taphrosphys
  - Ummulisani
  - Crassachelys
  - Eusarkia
  - Gafsachelys
  - Labrostochelys
  - Cearachelys
  - Galianemys
  - Sindhochelys
- Kurmademydinae
  - Kinkonychelys
  - Kurmademys
  - Sankuchemys